# Željana Giljanović
Željana Giljanović, hrvatska spisateljica. Rodila se u Splitu, a živi u Zagrebu. Diplomirala je na Fakultetu elektrotehnike i računarstva u Zagrebu, a radi kao profesorica računalstva u srednjoj školi.
Objavila je tri romana: Banana Split (VBZ, 2008.), Karlin način (VBZ, 2009.), i Tajkun (Profil, 2011.). Radila je kao kolumnistica Večernjeg lista, te na scenarijima televizijskih serija.
Roman Banana Split proglašen je prvim pravim hrvatskim chick-litom. 
U romanima Banana Split i Karlin način autorica na duhovit i (auto)ironičan način problematizira život modernih žena, ali i zadire u mnoga društvena pitanja: "Ova proza sadržajem savršeno odgovara definiciji chick-lita, ali je kvalitetom daleko, daleko iznad uobičajenih takvih tiskovina. Doživljaji i avanture tri zrele žene nesređenog života te nedovršenog ljubavnog i bračnog statusa doista jesu njegova fabularna osnova, no s jedne strane u tim zgodama čitamo savršeno pametnu i duhovitu parodiju na ljubavne laganice, a s druge strane nevjerojatno pronicljivu društvenu analizu ne samo muško-ženskih odnosa («pravi« chick-lit bi na tome stao), već i raznih socijalnih, političkih i ekonomskih pitanja, te vječitog sraza tradicije i suvremenosti, provincije i metropole, intelekta i kretenizma." (Davor Šišović, Glas Istre, 2008.)
Roman Tajkun je roman-parodija o današnjem Splitu u kojem caruju izvrnute vrijednosti: "Tajkun pokazuje izokrenutost, izvrnutost, sramotu i naopaki život u gradu gdje je Tajkun postao Gradonačelnikom. Pod njegovim režimom Grad je izgubio svaku grad/skost i svaku bliskost sa sredozemnom i hrvatskom kulturom." (Iz pogovora Mani Gotovac). 

"Klasa novih bogataša, gramzivih, okrutnih, neprosvijećenih i nepristojnih, detaljno je istražena i opisana, najčudnovatiji primjerci te vrste svojim postupcima već godinama nasmijavaju i plaše javnost. Velik je rizik za pisca zakoračiti u tako poznat socijalni pejzaž. Ipak, Željana Giljanović u njemu se kreće samouvjereno i spretno. Rasjekla je svoj put kroz prašumu, vidjela ljudoždere i vratila se čitava, da nam sve po redu, živahno i duhovito ispriča." (Ante Tomić o knjizi).

### Romani
- "Banana Split" (2008.)
- "Karlin način" (2009.)
- "Tajkun" (2011.)

## Vanjske poveznice
- http://www.jutarnji.hr/template/article/article-print.jsp?id=240202  Arhivirana inačica izvorne stranice od 6. ožujka 2016. (Wayback Machine)
- http://arhiva.net.hr/kultura/vbz/page/2008/01/28/0339006.html[neaktivna poveznica]
- http://knjigazaplazu.blog.hr/2008/04/1624699907/pametni-zenski-roman.html
- http://www.matica.hr/Vijenac/vijenac459.nsf/AllWebDocs/Zivot_je_teatar__narocito_u_Splitu  Arhivirana inačica izvorne stranice od 22. listopada 2011. (Wayback Machine)